# Кіпшна
Кіпшна (пол. Kipszna) — село в Польщі, у гміні Ценжковиці Тарновського повіту Малопольського воєводства.
Населення — 394 особи (2011).
У 1975-1998 роках село належало до Тарновського воєводства.

## Демографія
Демографічна структура станом на 31 березня 2011 року:
|          | Загалом | Допрацездатний вік | Працездатний вік | Постпрацездатний вік |
| -------- | ------- | ------------------ | ---------------- | -------------------- |
| Чоловіки | 196     | 49                 | 131              | 16                   |
| Жінки    | 198     | 45                 | 117              | 36                   |
| Разом    | 394     | 94                 | 248              | 52                   |